# Алюмінієва броня
Алюмінієва броня — броня на основі деформованих алюмінієвих сплавів різних систем легування. За валовим обсягом виробництва алюмінієвої броні основною областю її застосування є танкобудування, а саме виробництво легкоброньованої техніки сухопутних військ. Крім танкобудування, алюмінієва броня знаходить застосування в суднобудуванні, авіації, для захисту транспортно-пускових контейнерів ракетних комплексів і в інших системах зброї.

## Застосування в танкобудуванні

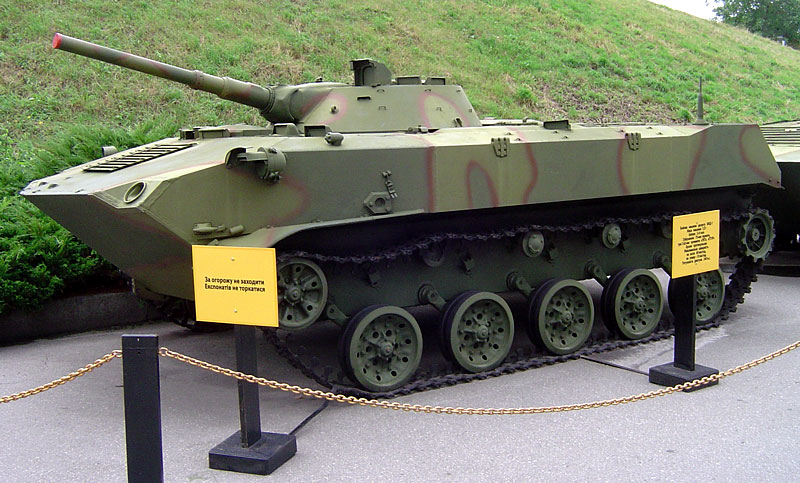
Бойова машина десанту БМД-1. Вперше в СРСР (1969) бронекорпус серійної машини виготовлений з алюмінієвої противокульної броні АБТ-101.

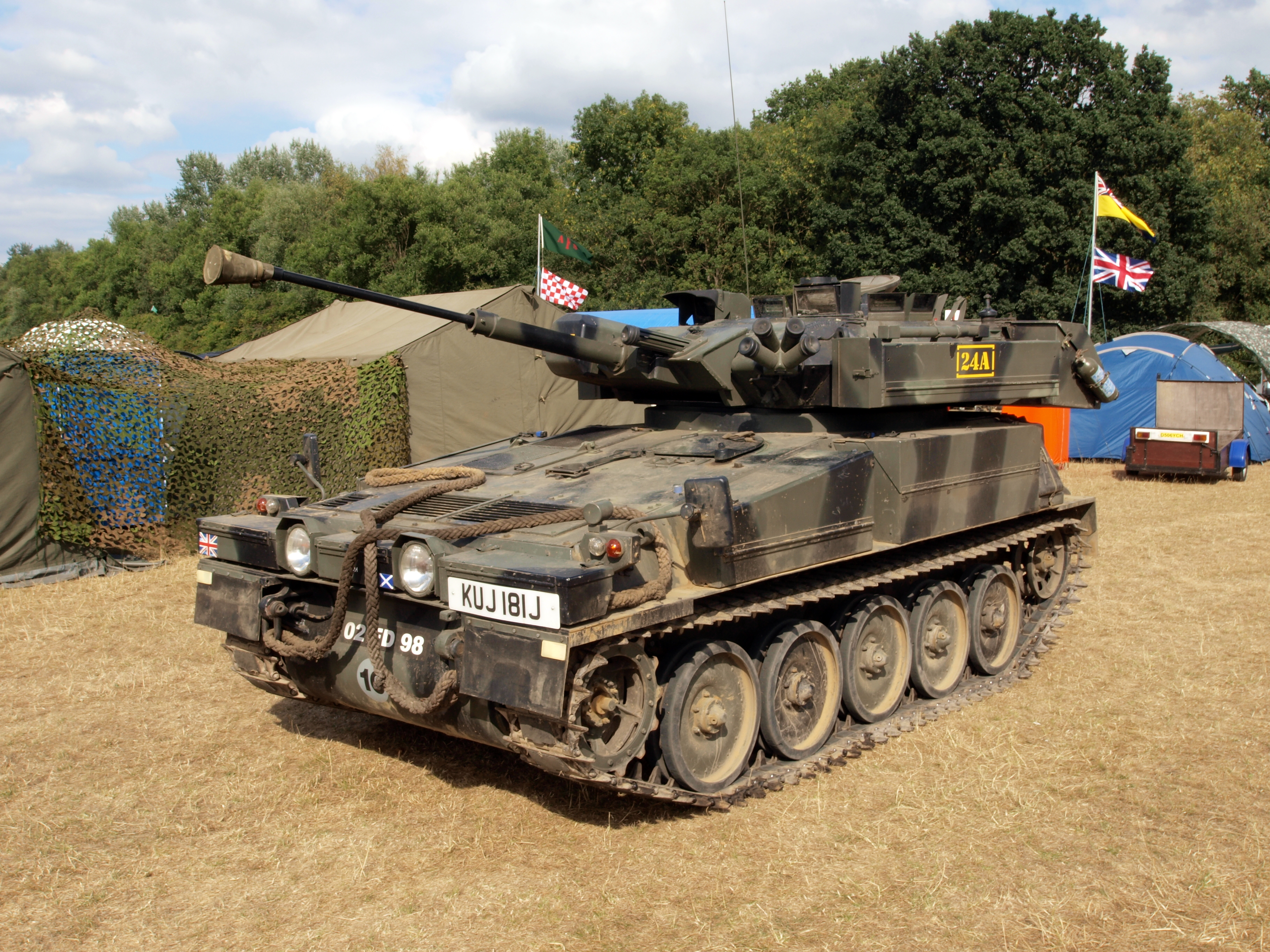
БРМ «Сімітер» (Велика Британія), 1971 рік. Бронекорпус з алюмінієвої броні E74S з передніх напрямків обстрілу витримує ураження 14,5 мм кулею Б-32/КПВТ з дистанції 200 м.

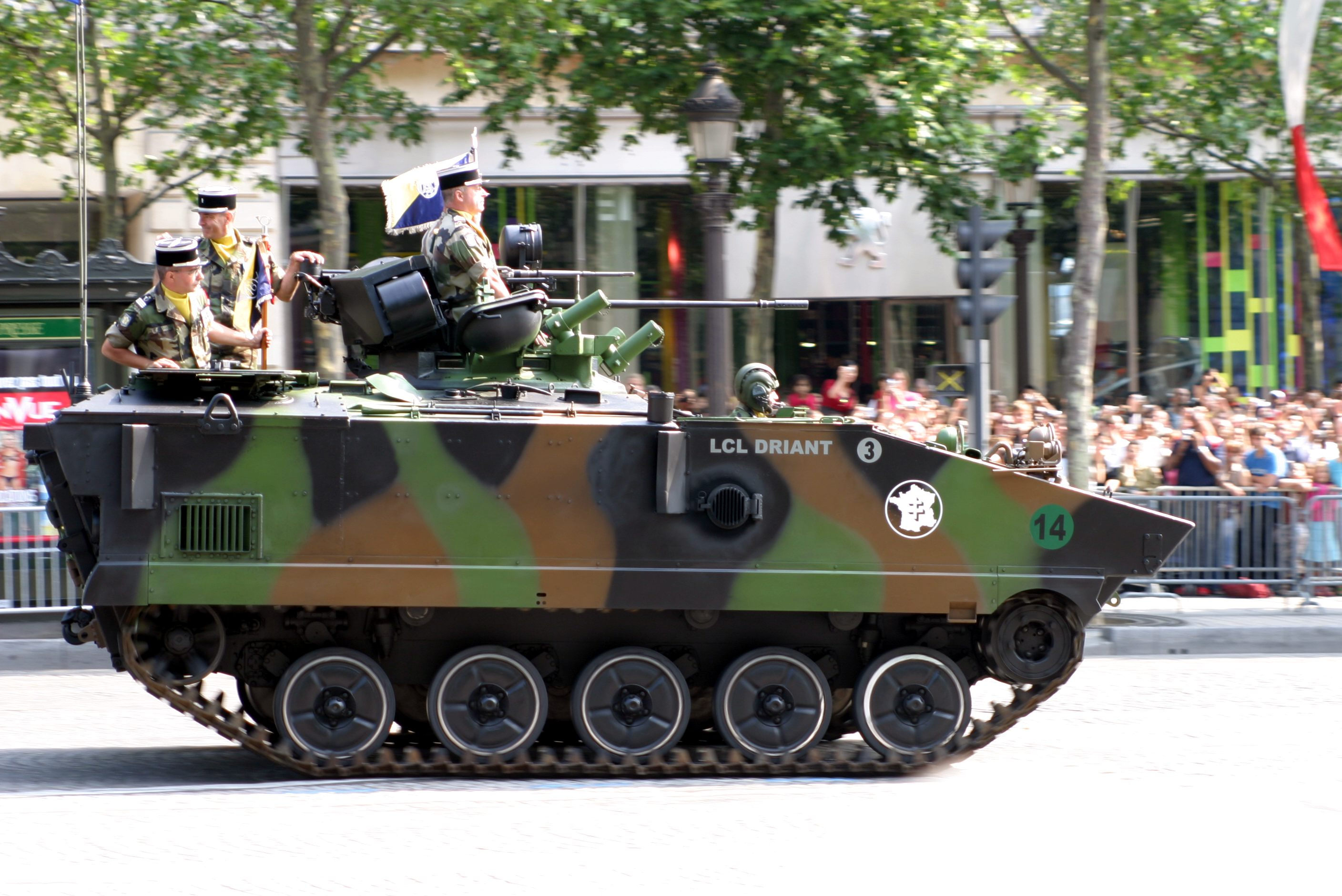
БМП AMX-10P (Франція), 1973 рік. Бронекорпус з алюмінієвої броні AZ5G (AA7020) з передніх напрямків обстрілу витримує обстріл 23 мм снарядом БЗТ/ЗУ-23 з дистанції 300 м.

Починаючи з 1960-х років броня з алюмінієвих сплавів у вигляді катаних плит широко застосовується в конструкціях легких бойових броньованих машин сухопутних військ ‒ БМД, БРМ, БМП, легких танків та САУ, А також на ряді спеціальних машин, створених на їх базі, що можуть десантуватися і, в ряді випадків, долати глибокі водойми без підготовки. Широке застосування алюмінієвої броні ґрунтувалося на цілому ряді її переваг, з яких основними були: забезпечення економії маси бронекорпуса з алюмінієвих сплавів порівняно з рівностійких зі сталі; ефективний захист від проникаючої радіації, більш швидке звільнення від наведеної радіації, викликаної гамма випромінюванням та потоками нейтронів; та менша, порівняно зі сталевою бронею, забронева осколковість.
За минулі десятиліття істотно змінилися характер та способи ведення бойових дій. Поточна геополітична ситуація, пов'язана з боротьбою за ресурси, диктує необхідність швидкого розгортання мобільних сил. Пріоритетним стає вимога захищеності машини (екіпажу) від сучасних засобів ураження, низький рівень якої не компенсується рухливістю та маневреністю. Зазнав істотних змін і діапазон типових засобів ураження техніки сухопутних військ. Важливе місце стали займати протимінна стійкість і опір ударнохвильовому (фугасному) впливу.
Локальні конфлікти останнього десятиліття (Ірак та Афганістан) переконливо підтвердили затребуваність алюмінієвої броні, як матеріалу, здатного ефективно протистояти ударнохвильовому нагружению, що характеризується високою живучістю при дії осколкових полів високої щільності і куль автоматичної піхотної зброї, відносно дешевої технології її виробництва та переробки у вироби за наявності достатньо широкої промислової бази виготовлення броні, і її відносно низькій вартості, порівняно, наприклад, з титановою та композитною бронею.
Важливо відзначити, що при обстрілі крупнокаліберними бронебійними снарядами танкових та протитанкових гармат плити з алюмінієвих сплавів поводяться крихко, в силу чого, а також через велику необхідну товщину броні (будівельної висоти), що досягає, наприклад 200 мм і більше, не можуть використовуватися самостійно у складі зварних бронекорпусів та бронебашт основних танків.

### Вимоги до алюмінієвої броні бойових машин
Крім заданого рівня броньових властивостей, однією з основних вимог до алюмінієвої броні бойових машин є її зварюваність з використанням відносно простої технології, придатної для масового виробництва бронекорпусів. Не менш важливою є вимога підвищеного опору корозійному розтріскуванню під тиском, актуальне для зварних з'єднань плит з цинковмістних алюмінієвих сплавів.

### Використовувані товщини броні
Алюмінієва броня бойових машин легкої категорії в товщині до 30—45 мм призначена для захисту від осколків 100—122 мм, 152—155 мм осколково-фугасних снарядів польової артилерії та 7,62-12,7 мм бронебійних куль автоматичної піхотної зброї. За необхідності кругового захисту екіпажу броньованої машини від 7,62 мм бронебійних куль Б-32 (патрона 7,62 × 54 мм) або AP M2 (патрона 7,62 × 63 мм) при стрільбі з дистанцій 75—150 м, товщини алюмінієвих бронедеталей бортів та корми на практиці становлять 38—43 мм. Для захисту від 12,7 мм бронебійних куль товщини зазначених елементів бронювання повинні бути збільшені до значень не нижче 65—75 мм.
У країнах НАТО вимоги щодо захисту машин легкої категорії визначаються стандартом STANAG 4569.

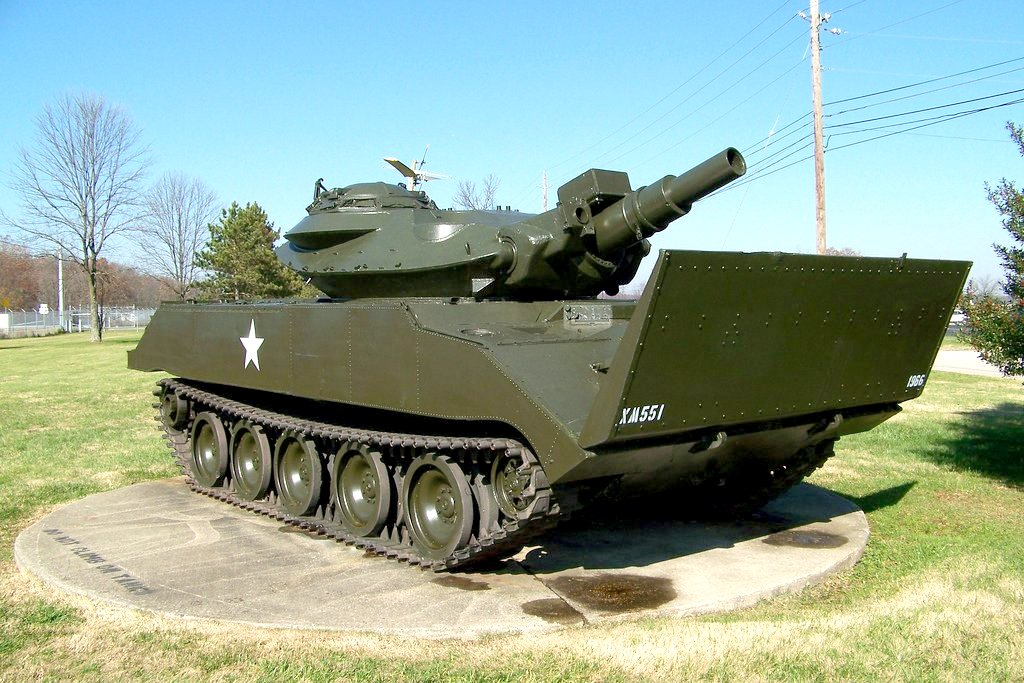
Легкий танк М551 «Шерідан» (США), 1967 рік. Бойова маса 15,2 т. Бронекорпус з алюмінієвої броні 7039, башта — з катаного сталевого листа. Броневитривалість лобової проєкції 23 мм снарядом БЗТ/ЗУ-23 при стрільбі практично в упор.

У зарубіжному танкобудуванні алюмінієва броня в товщинах 50—70 мм і вище використовується для диференційованого захисту від 14,5 мм бронебійних куль і малокаліберних, калібром від 20 до 30 мм, бронебійних снарядів (цільнокорпусних та підкаліберних типу APDS-T), як самостійно (БТР М113, легкі танки M551 Шерідан та «Скорпіон», БМП AMX-10P, БРМ «Сімітер»), так і в комбінації зі сталевими екранами у вигляді рознесеного бронювання, див. нижче. Зокрема зварні бронекорпуса сімейства машин на базі легкого танка «Скорпіон» виконані з катаних плит броні E74S товщиною від 20 до 60 мм.
При заміні сталевої броні бронекорпуса на алюмінієву, за рахунок вищої жорсткості алюмінієвих плит і відмови від ряду деталей жорсткого набору, досягається зменшення маси бронекорпуса порядку 25-30 відсотків (при збереженні противокульної стійкості), навіть якщо економії на самій броні немає . Жорсткість бронеплити в загальному випадку пропорційна кубу товщини, і з урахуванням відмінності модулів пружності сталі та алюмінію, алюмінієва бронеплита буде в дев'ять разів жорсткіше сталевої бронеплити рівної маси. Показовим є приклад з БТР М113 (США). Незважаючи на те, що використана броня з алюміній-магнієвого сплаву 5083, по стійкості до 7,62 мм бронебійних куль трохи поступалася сталевій броні, зібраний бронекорпус М113, рівностійкий сталевому варіанту Т117, виявився на 750 кг легше. Ще більший виграш може бути отриманий при використанні броні з вищою противопульною стійкістю, яка, в свою чергу, позитивно реагує на збільшення міцності та твердості сплаву. 
Крім того застосування в конструкціях бронекорпусів криволінійних бронедеталей, отриманих пресуванням та штампуванням, дозволяє за рахунок зменшення кількості зварних з'єднань додатково знизити трудомісткість виготовлення машини.

## Противокульна і протиснарядна стійкість алюмінієвої броні

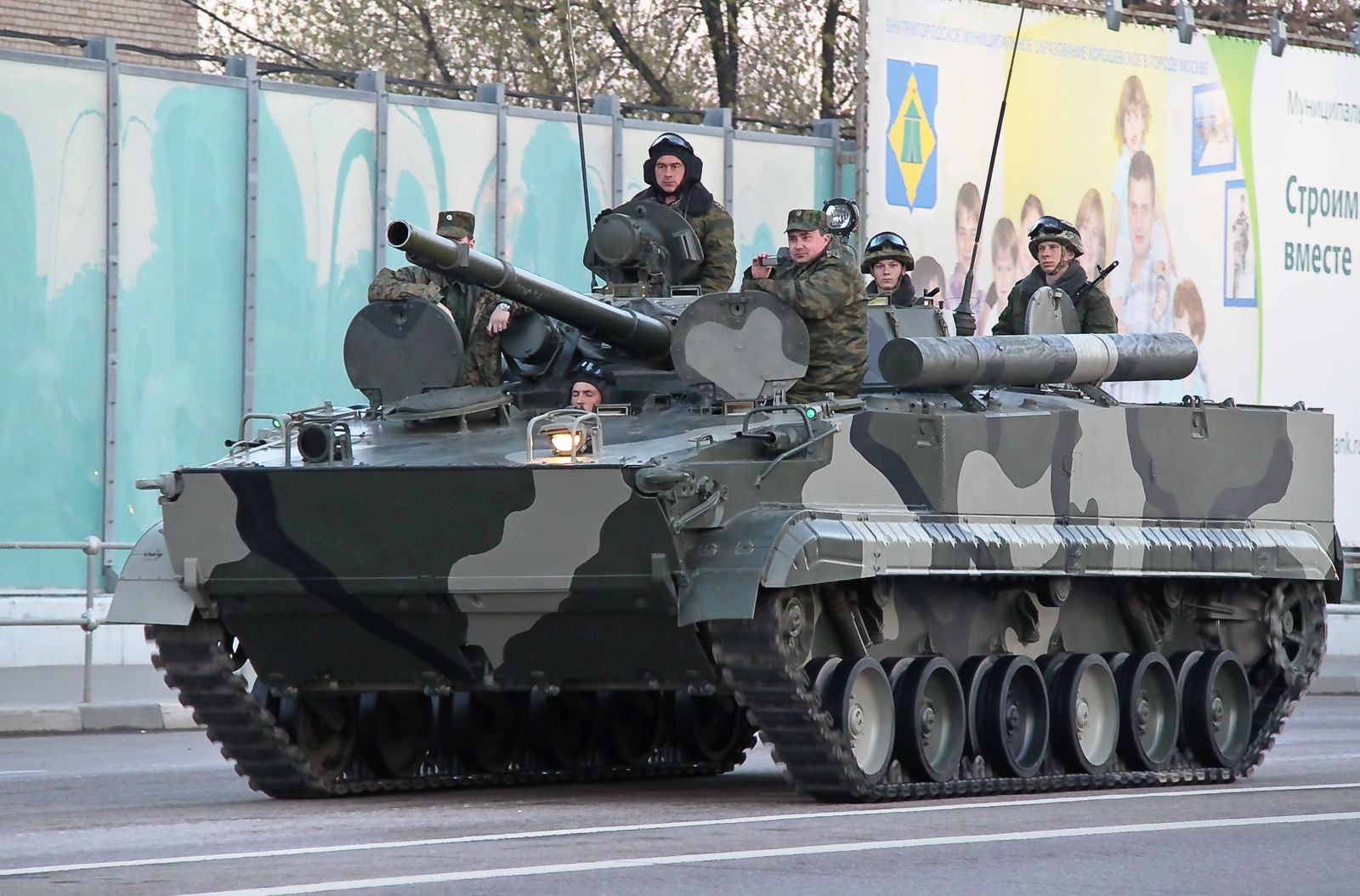
БМП-3 на параді. У конструкції бронекорпуса і башти застосована протиснарядна алюмінієва броня АБТ-102.

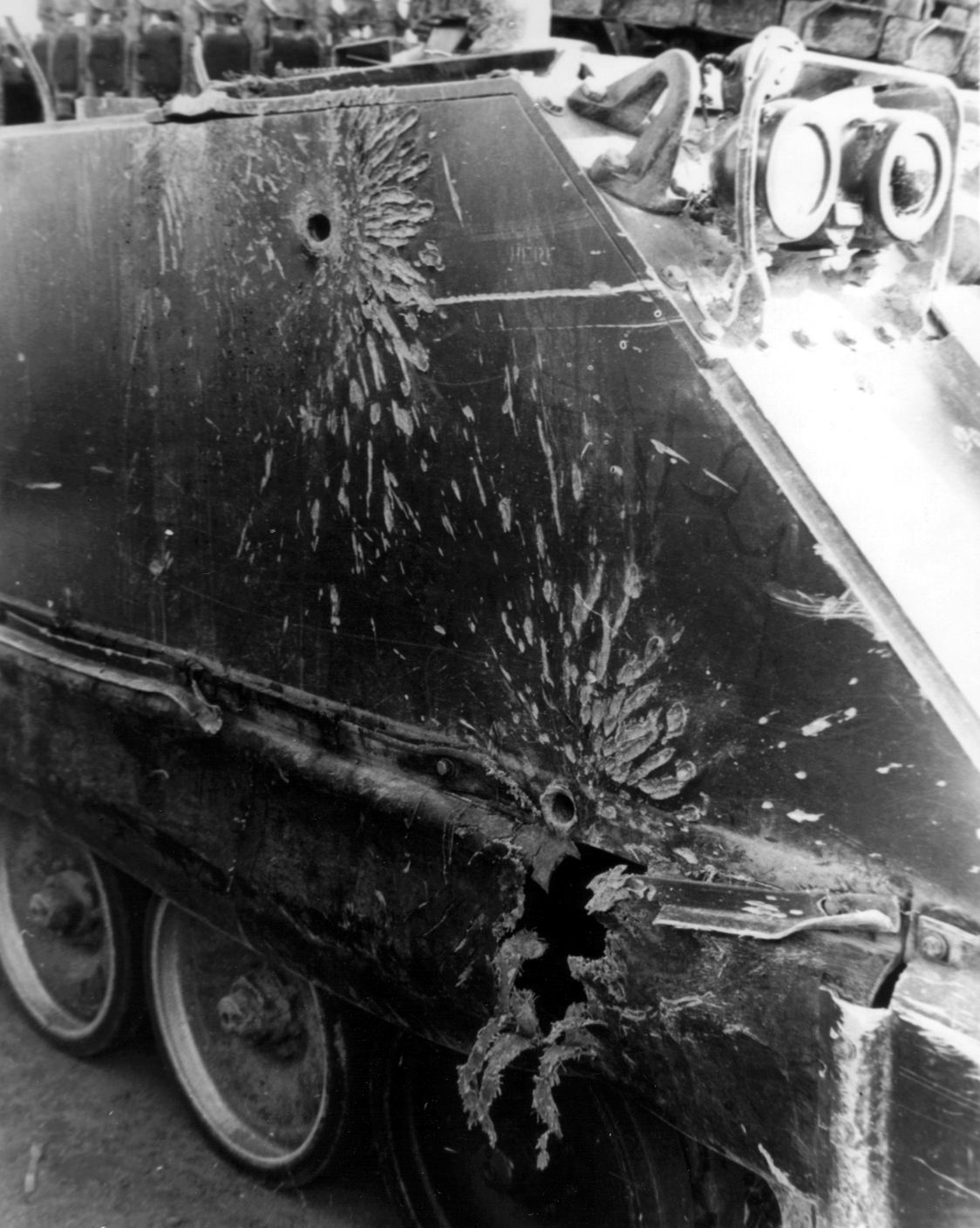
Характер ураження алюмінієвої броні БТР М113 (США) при контактному підриві 57 мм кумулятивної гранати безоткатної гармати. Наскрізне пробиття бортової броні товщиною 38 мм, екіпаж загинув.

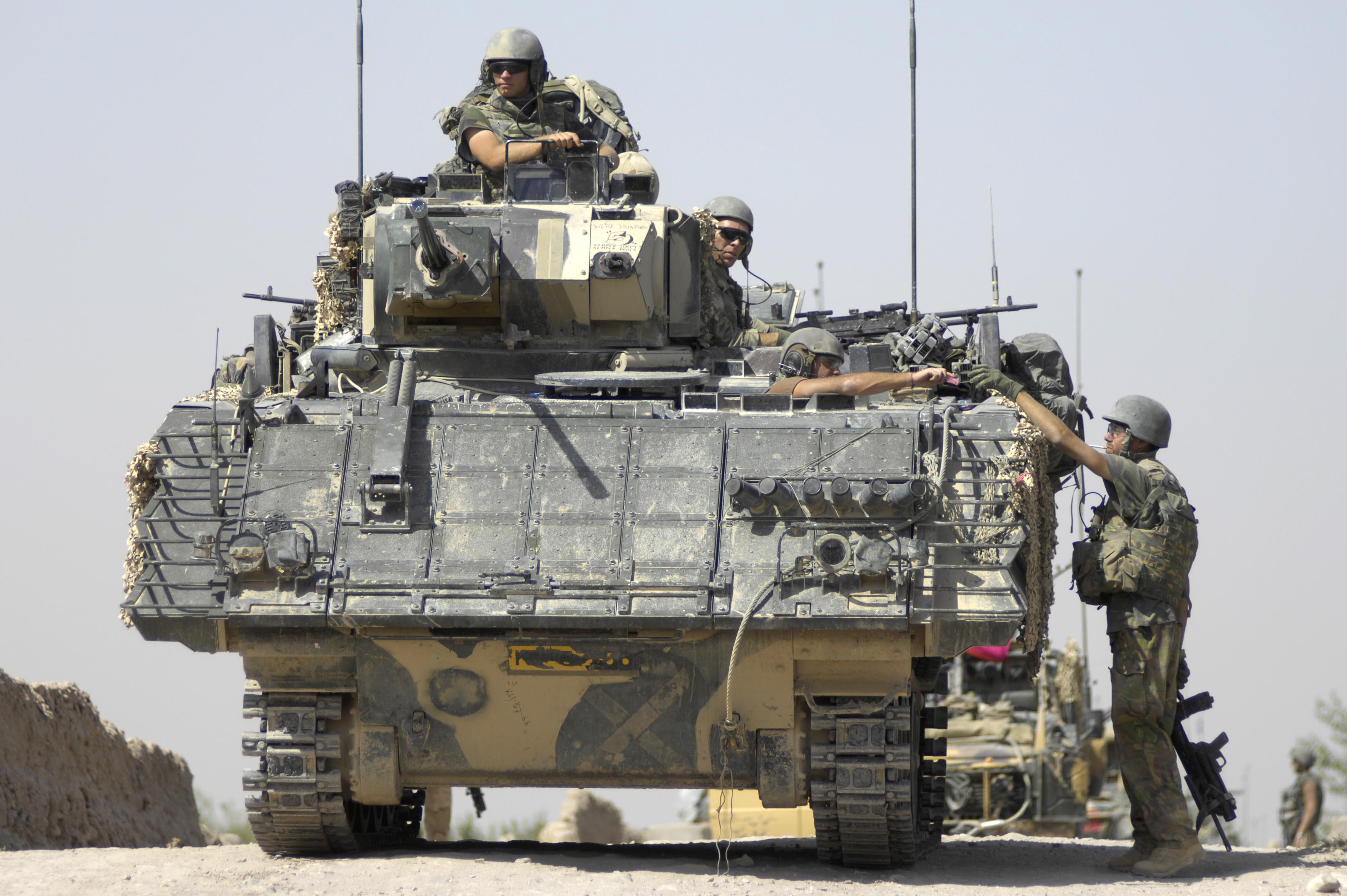
Модернізована данська БМП YPR-765 (AIFV). Посилення захисту лобової проєкції БМП від кумулятивних засобів ближнього бою установкою навісного ДЗ; бортової проєкції — установкою комплекту EAAK. Афганістан, Урузган, 2008 р.

Протикульна і протиснарядна стійкість броні з легких сплавів, як й інших видів катаної гомогенної броні, визначається сукупністю її міцності, пластичних та в'язкісних властивостей, а не лише абсолютним рівнем твердості. Значення пластичних та в'язкісних властивостей броні зростає при збільшенні товщини броні, калібру вражаючого засобу, його ударної швидкості, а також при переході до вражаючого елемента (осколка) з тупою формою головної частини.
При підвищенні твердості алюмінієвої броні (за Бринеллем) від 80 до 140 одиниць НВ її протикульна стійкість, за граничною швидкістю пробиття, при обстрілі як по нормалі, так і під кутами зростає. Разом з тим, за даними провідного виробника алюмінієвої броні 7039 в США фірми Kaiser Aluminum, гомогенні плити з алюмінієвих сплавів системи Al-Zn-Mg з міцністю вище 50 кгс/мм2 (HB ≥ 150 одиниць) при обстрілі 12,7 мм і 20 мм осколковими імітаторами (тупоголові бойки з висотою, що дорівнює діаметру циліндра) руйнуються з утворенням таких значних відкольних ушкоджень, що для броні практично непридатні.
Фахівцями давно помічено, що ефективність алюмінієвої броні порівняно зі сталлю зростає при збільшенні калібру бронебійної кулі. Так при обстрілі 7,62 мм бронебійною кулею по нормалі зі швидкістю 840-850 м/с рівностійка зі сталлю броня з термозміцненого сплаву 7039-Т64 має меншу на 6 відсотків масу. Для 12,7 мм бронебійної кулі ця перевага становить уже близько 13 відсотків, а для 14,5 мм кулі — 19 відсотків. Англійська броня зі сплаву 7017 компанії Alcan Co. (покращений варіант сплаву 7039 з підвищеними міцністю та опором корозії) при обстрілі 14,5 мм бронебійною кулею забезпечує виграш за масою 20 відсотків у порівнянні з рівностійкою сталевою бронею.
В діапазоні кутів 30-45 ° при обстрілі 7,62 і 12,7 мм бронебійними кулями більш ефективною виявляється сталева броня. У цих умовах на сталевій броні мають місце поперечні руйнування сталевих сердечників бронебійних куль від вигинаючих напружень. Зазначений ефект, однак, виражений значно слабше або відсутній при обстрілі броні з алюмінієвих сплавів. Незважаючи на можливість руйнування бронебійного сердечника від поперечних зламів, його оживальна частина не спрацьовується ні за яких умов взаємодії з алюмінієвою бронею. При кутах обстрілу понад 45-50 °, зокрема при кутах рикошету, алюмінієва броня знову перевершує сталь.
З урахуванням сказаного, застосування протикульної алюмінієвої броні в конструкціях башт легких машин доцільно при розташуванні їх бічних стінок під кутами (від вертикалі) 50-55 °. При такій конструкції досягається максимальна економія маси башти. Прикладом може служити башта розвідувальної машини «Фокс», стінки якої виконані із зігнутих за формою та зварених цільнопресованих профілів V-подібного перерізу. Лобова броня машини «Фокс» з передніх напрямків обстрілу витримує ураження 14,5 мм бронебійною кулею при стрільбі з дистанції 200 м. 
У конструкціях, де кути нахилу стінок складають 30-45 °, доцільне застосування сталевої броні. На практиці знаходять застосування гібридні конструкції з алюмінієвим бронекорпусом та сталевою баштою, зокрема, легкий танк «Шерідан», БМП «Уорріор» (Велика Британія) та інші машини.
При обстрілі 14,5 мм бронебійною кулею алюмінієва броня 7039 перевершує гомогенну сталеву броню середньої твердості RHA у всьому діапазоні кутів обстрілу. Максимальний виграш, що досягає 26 відсотків, спостерігається при кутах рикошету, що, як і при дії боєприпасів інших калібрів, пов'язано з відносно меншим опором матеріалу перешкоди з легкого сплаву в дотичному напрямку.
Алюмінієва броня перевершує сталеву при обстрілі малокаліберними бронебійними снарядами (цільнокорпусними типів БТ, БЗТ і підкаліберними БПС з відділенням) під великими кутами, близькими до кутів рикошету, тому алюмінієві плити завтовшки 50-70 мм успішно застосовуються для захисту легких машин. Перевага броні з алюмінієвих сплавів пов'язано з їх вищою питомою енергоємністю (величиною енергії, що припадає на одиницю витісненого об'єму матеріалу перешкоди), а також з вищою жорсткістю на вигин алюмінієвих бронеплит однакової маси зі сталевими. При кутах обстрілу, що перевищують 45—50 °, довжина вибоїни та витиснений обсяг металу на алюмінієвій броні істотно більше порівняно зі сталевою бронею при аналогічних умовах зіткнення, що обумовлює перевагу алюмінієвої броні. При цьому стійкість броні, оцінювана граничною швидкістю пробиття заданим засобом, у загальному вигляді визначається виразом Vα= Vα=0/cosnα, 
де α, град. — кут обстрілу броні (від нормалі),
n — характеризує зусилля знесення матеріалу броні в дотичному напрямку.
Для використання переваг алюмінієвої броні при конструюванні бронекорпуса верхні лобові деталі (ВЛД) бронекорпуса розташовують під великими (70-80 °) кутами нахилу, що полегшують можливість рикошетування на них каліберних та підкаліберних бронебійних снарядів, що і реалізовано, зокрема, в конструкції лобового вузла БМП АМХ-10Р і М551 «Шерідан».

### Рознесена схема бронювання зі сталевими екранами

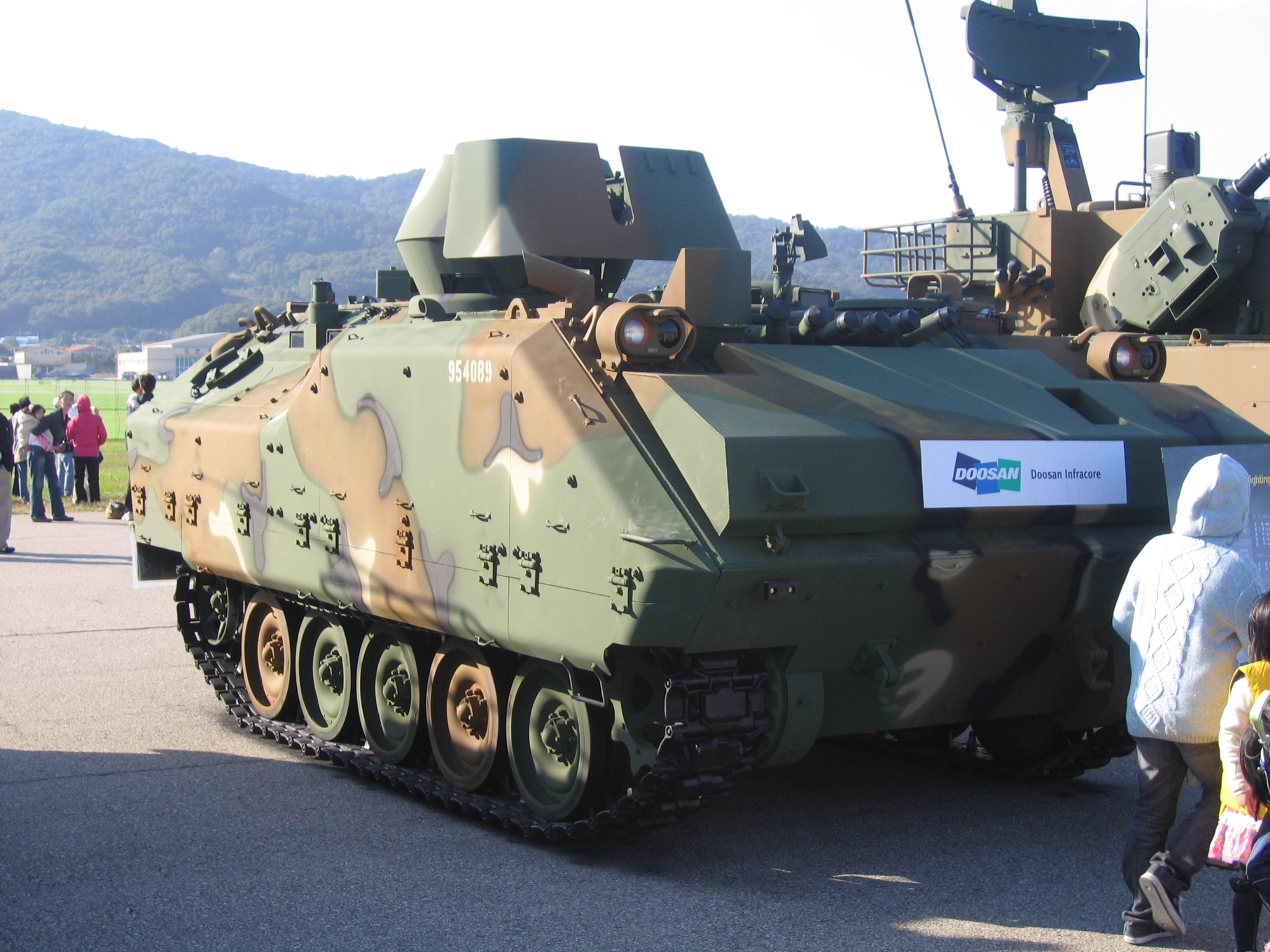
К-200 KAFV — корейський варіант БМП AIFV, бойова маса 13,2 т. Коробчата форма бортових екранів з різнотвердої стали (штампованих), забезпечує задану відстань екранування від основної броні бронекорпуса. Невражаємість бортової проєкції 12,7 мм бронебійною кулею під кутом 0 ° на Д = 100 м, і 14,5 мм кулею Б-32 під кутом 45 ° на Д = 200 м.

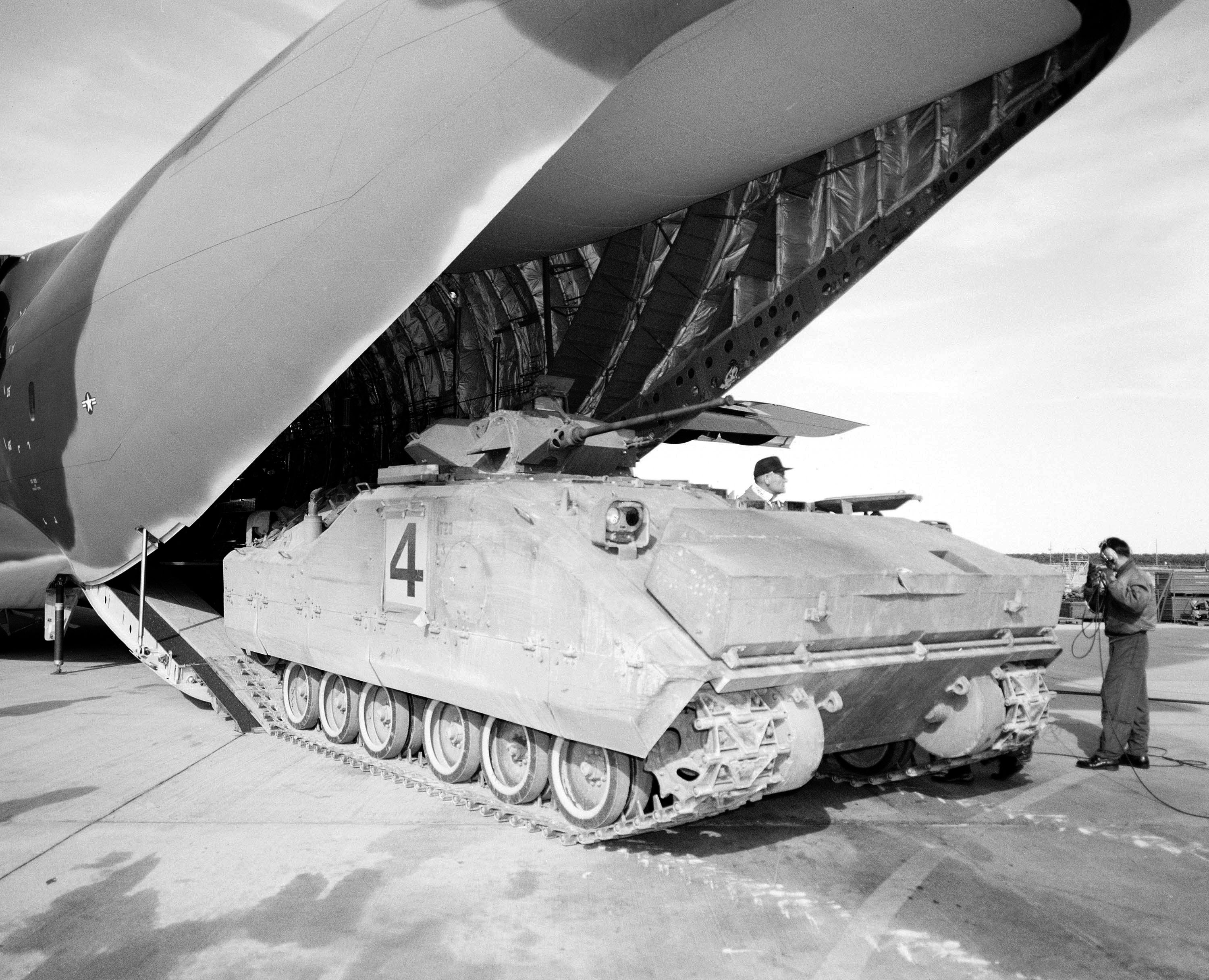
XM723 — прототип бойової машини піхоти США, бойова маса 19 т (порожня 17,7 т), 1976. Захист обертом від 14,5 мм кулі Б-32, лобової проєкції — від БПС клб. 20—25 мм c Д = 300 м. Габаритний хвилевідбійний щит коробчатої конструкції є елементом рознесеної схеми захисту ВЛД корпусу.

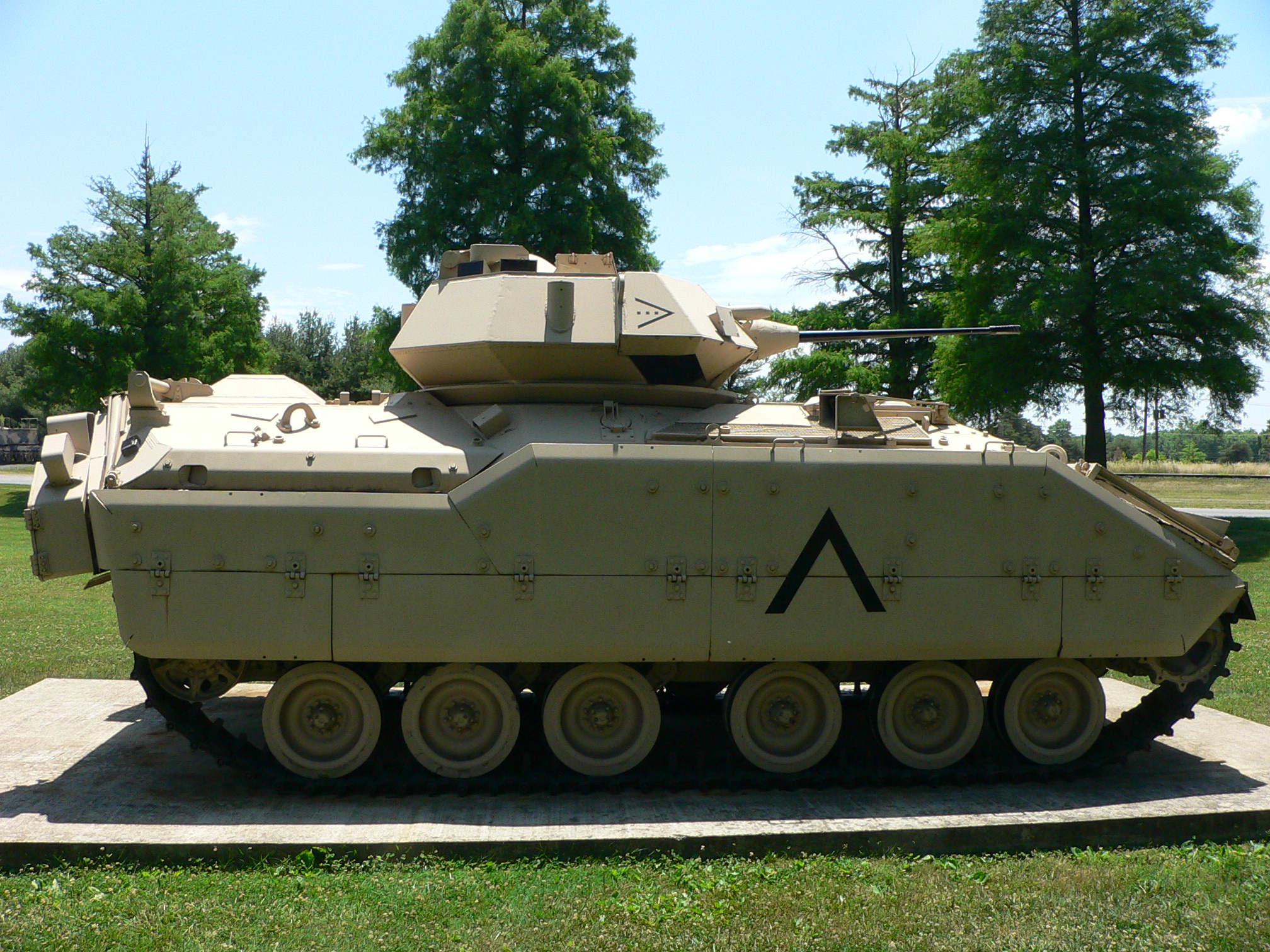
Прототип БМП XМ2 в музеї артилерії СВ США, Абердинський полігон.

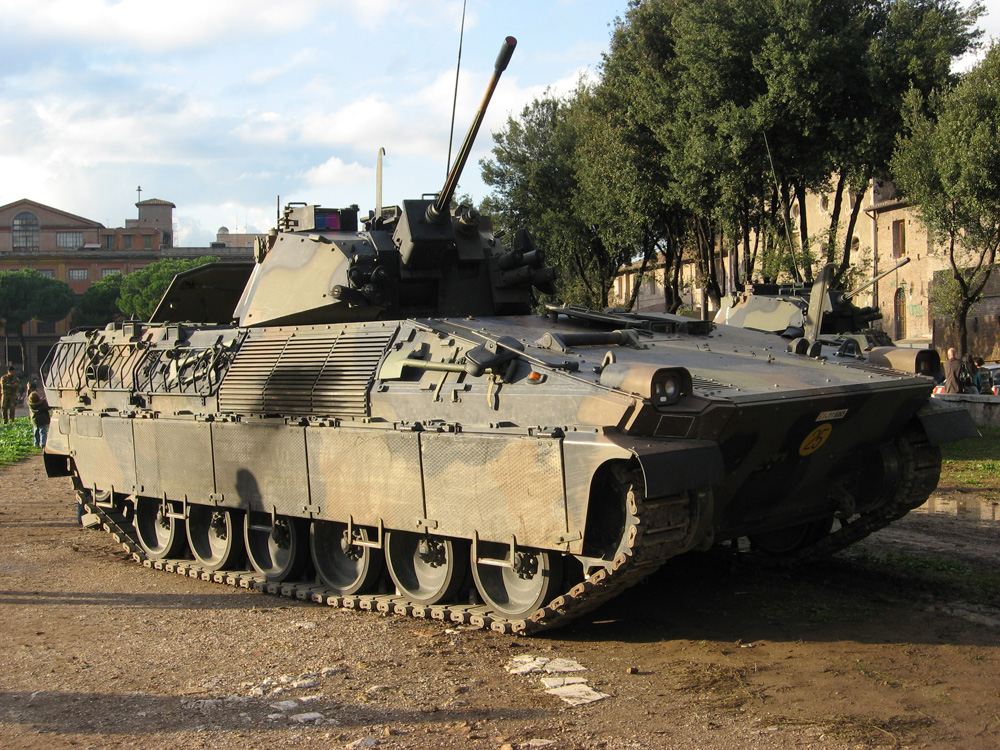
БМП «Дардо» (Італія), бойова маса 24 т. Бронезахист корпусу та башти виконаний за схемою «сталь + алюміній». Алюмінієва броня 5083 і 7020. Захист лобової проєкції від 25 мм БПС (з відділенням), бортової — від 14,5 мм кулі Б-32.

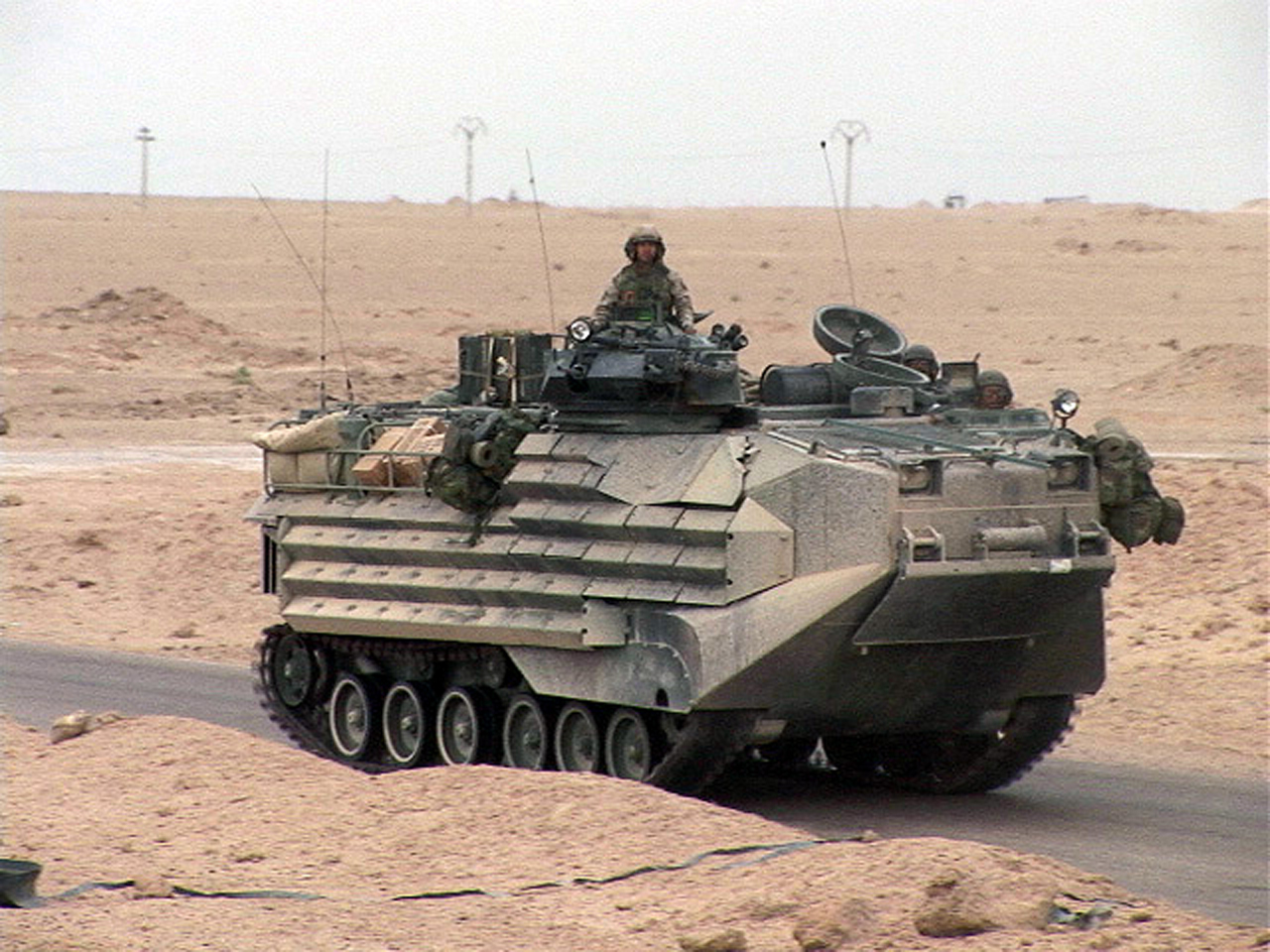
AAV7A1 (США) з встановленим на бортах комплектом навісного пасивного захисту марки EAAK, бойова маса 29,1 т. Ірак, 2004 р.

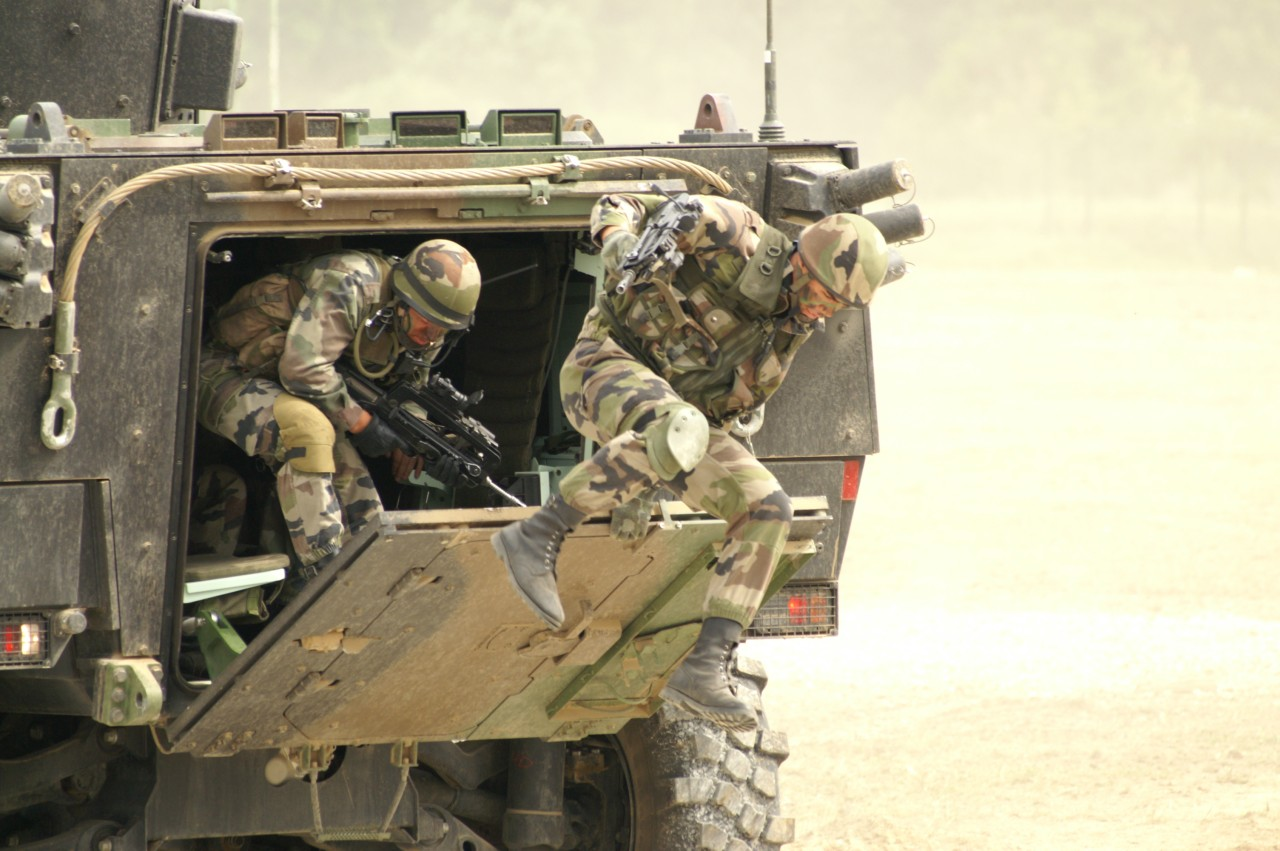
БМП VBCI (Франція). Схемне рішення кормової бронедеталі «відкидна апарель» — рознесена перепона сталь-титан з повітряним проміжком та тильною підбивкою з полімерного композиту.

На початку 1980-х років важливим напрямом вдосконалення броні з легких сплавів стає її застосування в конструктивних схемах захисту ‒ рознесеною бронею зі сталевими екранами. Такий захист виявився затребуваним з появою в боєкомплектах гарматного озброєння бойових броньованих машин пострілів з бронебійними підкаліберними снарядами типу APDS-T, сердечники яких, спочатку твердосплавні (карбід вольфраму на кобальтовій зв'язці)  — патронів 20 × 139 мм «Іспано-Сюіза» RINT (Швейцарія), OPTSOC (Франція) і DM63 (Німеччина), в новому поколінні малокаліберних боєприпасів, прийнятих на озброєння до початку 1980-х років, були замінені на важкосплавні з вольфрамових сплавів ‒ патрони 25 × 137 мм М791 (США) і Oerlikon TLB. Сказане дозволило істотно підвищити бронепробивну дію малокаліберних пострілів, зокрема, при великих кутах (α≥60 °) зіткнення з бронею.
До теперішнього часу бойові машини піхоти держав НАТО задовольняють вимогам щодо захисту екіпажів стандарту STANAG 4569, рівня 4 (бортова проєкція, курсовий кут 90 °) та рівня 5 (лобова проєкція машини, курсовий кут ± 30 °), що представляють, власне, мінімальний (обов'язковий) рівень вимог. Останні, в свою чергу, базуються на рівні захисту, реалізованому в базових машинах 1980-х років М2А1 «Бредлі» (США) і «Мардер 1» (Німеччина).
На практиці, прикладами використання рознесеної схеми бронювання сталь + алюміній зі сталевими екранами, що встановлюються поверх основної алюмінієвої броні на болтах є бойові машини піхоти: БМП-3 (Росія), M2 «Бредлі» (США), «Дардо» (Італія). Призначення сталевого екрана (екранів) зі сталі високої твердості полягає у прийнятті на себе основного імпульсу вражаючого засоду, дестабілізації бронебійного сердечника, орієнтованого в напрямку вектора швидкості і, за можливості, порушення його цілісності або геометрії за рахунок руйнування або спрацьовування. При цьому основна броня, з урахуванням фактичного кута підходу боєприпасу утримує розгорнутий, що втратив первісну орієнтацію бронебійний сердечник або його фрагменти.
В 1970-х роках компанія FMC Corp. (США) розробила, запатентувала та застосувала на ряді бойових машин з алюмінієвим бронекорпусом власної розробки: XM765, AIFV, XM723 і M2 «Бредлі» бронезахист «spaced-laminate steel armor system» ‒ рознесена броня з навісними сталевими екранами з різнотвердою сталлю в лобовій частині і по бортах алюмінієвого бронекорпуса. Система захисту складалася із зовнішнього екрану з різнотвердої сталі DPSA (з твердістю шарів 60/50 HRC) і внутрішніх екранів, віддалених від основної броні на 100-200 мм, що кріпляться до неї на болтах. По стійкості до заданих засобів ураження зазначена броня перевершувала всі, що були у виробництві на той період часу матеріали броні.
Загальним для машин вказаної лінії було важко реалізувати вимогу захисту бортової проєкції машин (курсовий кут 90 °) від 14,5 мм бронебійних куль Б-32 кулемета КПВТ. Ускладнення було викликано надмірною габаритною товщиною алюмінієвої броні, яка становила не менше 100—120 мм, або 35—45 мм сталі, залежно від заданої дистанції обстрілу.
Прийняте конструктивне рішення, що базувалося на використанні рознесеної схеми захисту екранами зі сталі високої твердості разом з основною бронею з алюмінієвого сплаву дозволило, за рахунок впливу на сталевий сердечник 14,5 мм кулі Б-32, викликати його руйнування. Отриманий при цьому ваговій виграш склав близько 40 відсотків. Пізніше було встановлено, що сталеві екрани надвисокої твердості (НВ ≥600 або HRC 58-62), виконані із сталей типів Armox-600S, Armox-600Т або аналогічних в гомогенному варіанті, забезпечують ефективне дроблення сталевих сердечників бронебійних куль калібрів 12,7 і 14,5 мм і спрацьовування важкосплавних сердечників 25 мм підкаліберних снарядів типу APDS-T.
У цілому застосування в конструкції бронекорпуса і башти рознесених схем бронювання «сталь + алюміній» із зовнішніми сталевими екранами, порівняно з базовим сталевим бронекорпусом, дало можливість, при схожих вимогах щодо захисту (14, 5 мм куля Б-32 для бортів; і БПС 20 і 25 мм типу APDS-T для лобової проєкції) двох типів бойових машин піхоти М2А1 «Бредлі» (США) і «Мардер 1» (Німеччина), забезпечити їх виконання при істотно меншій, на 5 т, бойової маси БМП М2 «Бредлі». Останні для обох машин на початок 1980-х років становили відповідно 22,6 і 27,5 т.
Заслуговує на увагу розроблений до 1989 року ізраїльською компанією Rafael та реалізований на практиці в 1991-1993 роках варіант посилення захисту плаваючої машини КМП США AAV7 (LVTP-7). Підвищення захищеності машини досягнуто установкою комплекту навісного пасивного захисту по бортах бронекорпуса, включаючи похилі борта, на даху десантного відділення і на кришках люків трьох членів екіпажу AAV7А1. Найменування комплекту EAAK (Enhanced Applique Armor Kit). Маса комплекту 1996 кг. До його складу входить багато сталевих бронеплит (сталь високої твердості в гомогенному варіанті) невеликих розмірів, встановлених по бортах клиноподібно під кутом 45 ° від вертикалі. Максимальне віддалення плиток від основної броні 215 мм. Кріплення елементів комплекту до бронекорпусу на болтах. У результаті встановлення комплекту EAAK для бортової проєкції машини зокрема забезпечується: 
- непробиття з імовірністю 0,95 12,7-мм бронебійною кулею Б-32/ДШКМ при дульной швидкості;
- непробиття з імовірністю 0,95  14,5-мм бронебійною кулею Б-32/КПВТ з дистанції 300 м;
- непробиття з імовірністю 0,99 осколками 155 мм ОФ снаряда при повітряному підриві на дистанції 15 м;
- істотне зниження заброневої дії кумулятивних засобів ураження за рахунок зменшення тілесного кута розльоту заброневих осколків з 110 до 35 °.

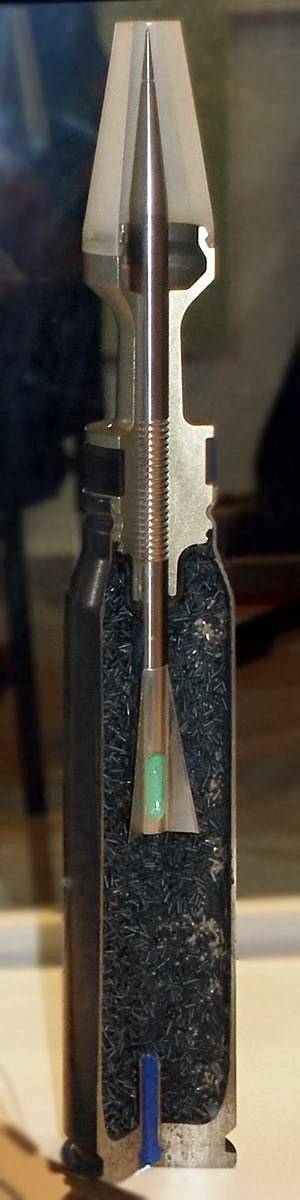
Типовим засобом ураження БМП є снаряд типу БОПТС, позначення НАТО APFSDS-T. Патрон 30×173 мм.

До початку 2000-х років базовою вимогою до нового покоління БМП, бойова маса яких досягла 26... 28... 30 т, стає забезпечення захисту в передньому секторі обстрілу від 30 мм бронебійного опереного підкаліберного трасуючого снаряда (БОПТС). Іншою принциповою вимогою є неуражена лобова проєкція засобами ближнього бою з кумулятивною бойовою частиною. У зв'язку з підвищеними вимогами щодо захисту нових машин набуває поширення модульний принцип побудови бронезахисту корпусу та башти. Такий принцип дозволяє посилювати захист машини при появі у супротивника більш ефективних засобів ураження, а також у міру вдосконалення технології бронювання. Бронемодулі використовують конструкторські рішення (багатоперешкодні схеми) та матеріали, що в сукупності забезпечують вищий динамічний опір впровадженню бронебійного сердечника підвищеного подовження (l/d ≥ 10-12), тобто характеризується підвищеним питомим (поперечним) навантаженням на броню.
Прикладом використання навісних модулів пасивного захисту на основній конструкції бронекорпуса і башти з алюмінієвої броні є французька БМП VBCI, плаваюча ББМ корпусу морської піхоти США EFV і нова корейська БМП К21 (NIFV). На БМП VBCI Véhicule blindé de combat d'infanterie встановлені бронемодулі «THD», що містять перепони із сталі та титану (модулі можуть замінюватися в польових умовах) та забезпечують захист від малокаліберних бронебійних підкаліберних снарядів та засобів ближнього бою з кумулятивною бойовою частиною типу РПГ-7. Велику увагу приділено протимінному захисту днища бронекорпуса VBCI. Захист бронекорпуса К21 представлений базовою алюмінієвою бронею зі сплаву 2519 і модулями навісної комбінованої броні кераміка/склопластик.

## Алюмінієва броня середньої та підвищеної твердості
У світовому танкобудуванні для виготовлення гомогенної алюмінієвої броні знаходять застосування дві групи зварюваних алюмінієвих сплавів з різними рівнями міцності та твердості. До першої групи належать нетермозміцнювані сплави алюміній-магній та термозміцнювані сплави алюміній-цинк-магній середньої твердості. Сплави цієї групи характеризуються міцністю σВ 300—420 МПа, твердістю за Бринеллем, HB 80-120 одиниць та мають найкращі показники протиосколочної стійкості. До них належать сплави: 5083 і Alcan D54S, Alcan D74S (7020) і 7018.
До другої групи сплавів, сплавів підвищеної твердості, належать сплави Al-Zn-Mg з рівнем міцності σВ 450—500 МПа, якій відповідає твердість за Бринеллем, HB 130—150 од. Ця група сплавів (7039-Т64, Е74S (7017), AlZnMg3) перевершує сплави першої групи за протикульною та протиснарядною стійкістю, але поступається їм за протиосколковою стійкістю.

### Протиосколкова алюмінієва броня

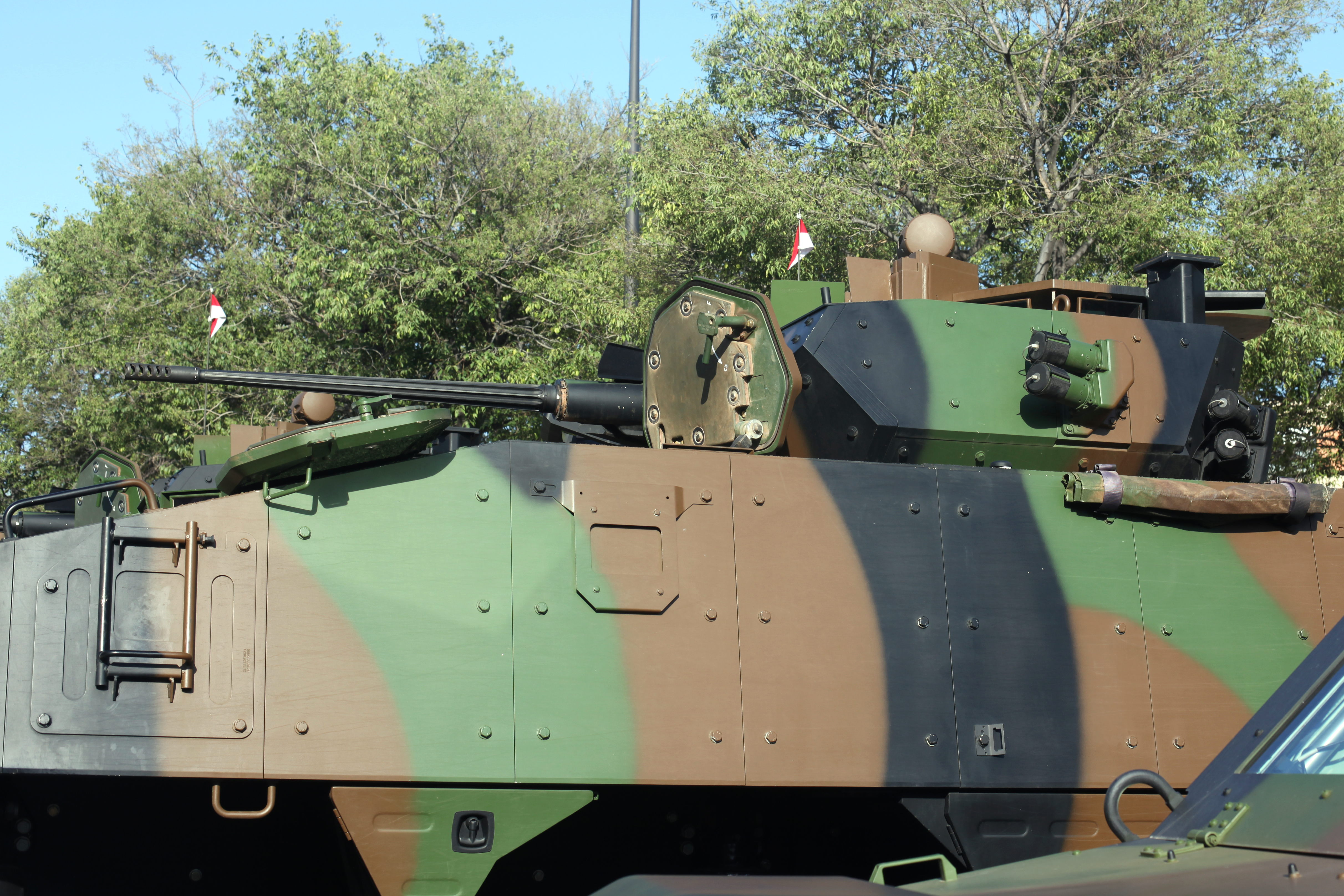
Нова БМП VBCI (Франція), бойова маса 29,0 т. Добре помітні знімні бронемодулі пасивного захисту на корпусі й башті.

Броня з алюмінієвих сплавів середньої твердості використовується в конструкціях бронекорпусів і башт самохідних артилерійських установок (САУ), а також для виготовлення деяких деталей легких бронемашин (дах, днище, кришки люків), що піддаються впливу осколків або фугасної дії мін. Наприклад, вимогами щодо захисту горизонтальних поверхонь (даху) бронекорпуса і башти нової корейської БМП типу K21 (серія з 2009 р.) задана невражаємість зазначених елементів захисту при підриві 152 мм осколково-фугасного (ОФ) снаряду на дальності 10 м. Для порівняння, бронювання сімейства бойових машин на базі легкого танка «Скорпіон» («Скорпіон», «Спартан», «Сімітер»),  1972 рік, забезпечувало захист від осколків 105 мм ОФ снаряда для всіх напрямів підходу осколків при наземному або повітряному розриві снаряда на дальності 30 м.
За стійкістю до осколків алюмінієва броня з твердістю за Бринеллем, HB 80-120 одиниць та підвищеними характеристиками пластичності та ударної в'язкості перевершує броню підвищеної твердості (НВ 130—150 одиниць). Броня із сплаву 7039-Т64 при обстрілі 12,7 мм осколковим імітатором поступається рівностійкій сталевій броні середньої твердості стандарту RHA, а при рівній з нею стійкості має на 15 відсотків більшу масу. При переході до 20 мм осколкового імітатора програш у порівнянні зі сталлю зростає до 19 відсотків. Сказане пояснюється характером руйнування алюмінієвої броні підвищеної твердості при пробитті осколком, який для сплавів цієї групи відбувається за змішаним типом «зріз пробки-відкол». В цілому відкольні ураження характерні для бронеплит з підвищеною твердістю (зниженими пластичністю та ударною в'язкістю), вираженою поздовжньо-поперечною анізотропією властивостей, і на сплавах Al-Zn-Mg металургійно пов'язані з площинами залягання тугоплавких інтерметаллідних фаз, що розташовуються паралельними шарами по товщині катаної плити.

## Сплави для виготовлення броні

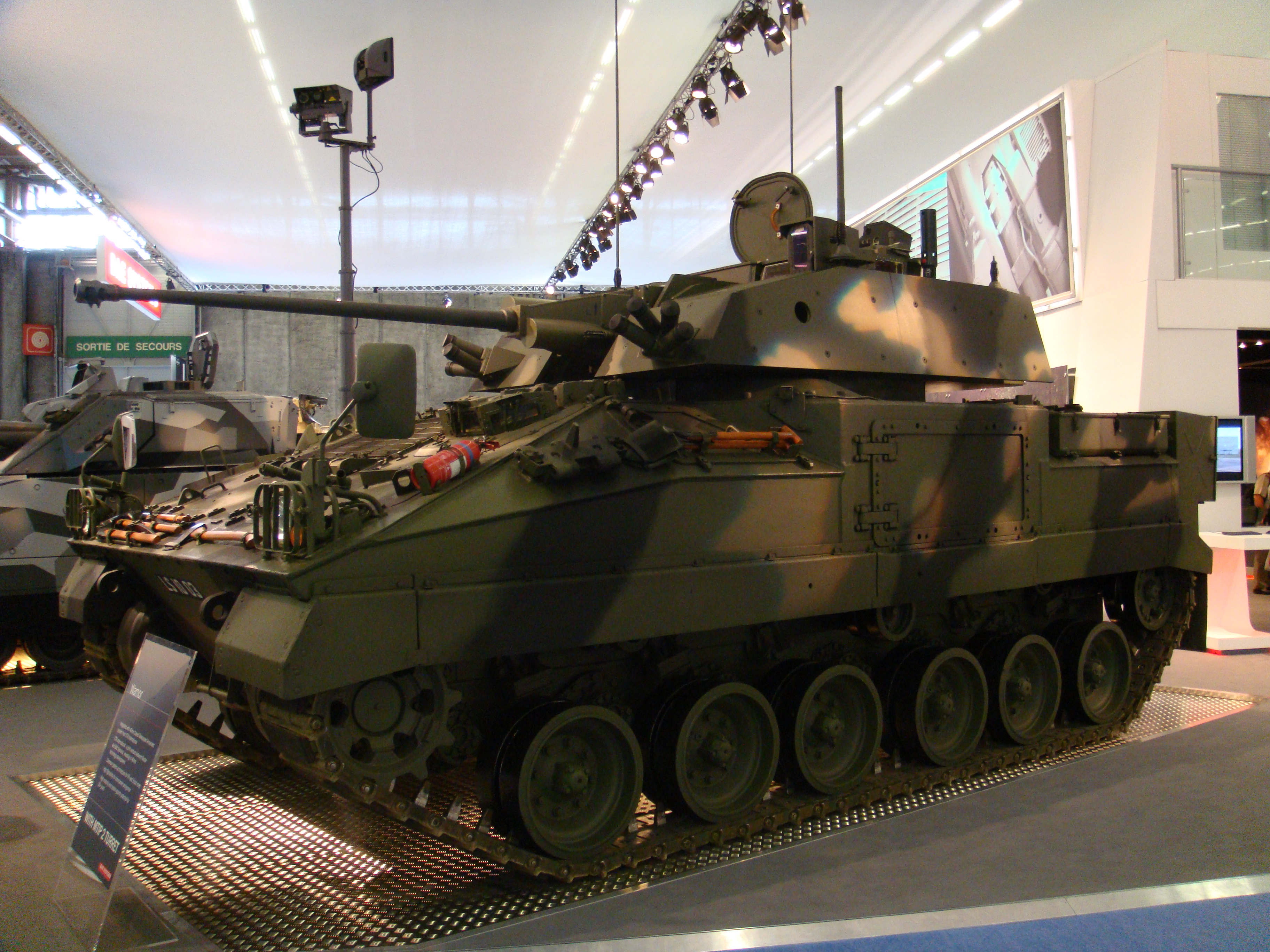
Британська БМП «Уорріор» з новою баштою MTIP2 і 40-мм гарматою СТ40 з обертовим патронником під телескопічний постріл.

В СРСР початок робіт з алюмінієвої броні пов'язаний зі створенням авіаційної броні для захисту післявоєнного покоління бойових літаків від малокаліберних, калібром 20-37 мм, снарядів авіаційних гармат і куль 12,7 мм кулеметів. Броня АБА-1 була створена у Всесоюзному інституті авіаційних матеріалів (ВІАМ) на основі високоміцного алюмінієвого сплаву В-95 1948 року, перші пресовані смуги В-95 отримані 1947 року. Номінальна твердість броні АБА-1 за Брінеллем НВ 170 одиниць. При розробці броні вимога її зварюваності не ставилася. З 1949 року проводилися роботи зі створення протиосколкової алюмінієвої броні для захисту від осколків зенітних снарядів (зенітна артилерія великих калібрів), в ці ж роки прийнята броня АПБА-1 (авіаційна протиосколкова броня алюмінієва) на основі сплаву АМг-6. Керівник робіт Н. М. Скляров. Вперше броня АПБА-1 застосована на реактивному літаку-бомбардувальнику Іл-28, прийнятому на озброєння 1950 року. У зв'язку зі згортанням авіаційного напряму наприкінці 1950-х років, роботи зі створення зазначених матеріалів в авіапрому подальшого розвитку не отримали.
У період 1955—1958 років ЦНДІ-48 провів дослідження захисних властивостей бронеперешкод з алюмінієвих сплавів конструкційного призначення в інтересах суднобудування. Крім традиційних засобів випробувань бронебійними кулями, малокаліберними снарядами та осколками, була проведена оцінка алюмінієвої броні на вибухостійкість. У ході широких досліджень І. В. Корчажинська визначила умови існування вагових переваг алюмінієвих сплавів, а також їх конкретні значення щодо катаної сталевої броні. Зроблено висновок, що залежно від умов випробувань (засоби ураження броні, відносної товщини перешкоди і кута обстрілу) переваги показують ті або інші алюмінієві сплави, що володіють різними поєднаннями міцності та пластичних властивостей. Для протиосколкової броні більш придатними є сплави з підвищеними пластичними властивостями, зокрема сплав Д-16.
За кордоном нетермозміцнювані алюміній-магнієві сплави (магналії) марок 5083 і 5456 в США і D54S у Великій Британії, містять порядку 4-5,5 % Mg, були першими алюмінієвими сплавами, доробленими та використаними наприкінці 1950-х років для виготовлення бронекорпусів легких машин (БТР М113 і М114, САУ М-109, плаваючої десантної машини LVTP-7) через їх хорошу зварюваність, технологічність та високий опір корозії.
У США броня зі сплавів 5083 і 5456 в товщинах від 13 до 76 мм випускається за військовими технічними умовами MIL-A-46027K і відноситься до алюмінієвої броні першого покоління.
У ТУ наведені мінімальні значення граничних швидкостей пробиття (V50-2σ) для плит різної товщини.
Зміцнення броні досягається за допомогою нагартовки при холодній прокатці (5083-H131, де Н131 — режим обробки), яке, однак, знімається в місцях зварювання бронеплит. Ряд складнощів, пов'язаних з нагартовкою товстих плит з обтисканнями порядку 10-20 %, перешкоджає отриманню бронедеталей у вигляді великих профілів та поковок складної форми, тенденція до розширеного застосування яких спостерігається у виробництві сучасних легкоброньованих машин.
Цих недоліків позбавлена броня з термічно зміцнюваних для підвищення захисних властивостей сплавів системи алюміній-цинк-магній з сумарним вмістом легуючих елементів (Zn+Mg) порядку 6-9 %, що здатна відновлювати міцність зварних з'єднань при подальшому штучному старінні. В залежності від складу та режиму термообробки зі сплавів Al-Zn-Mg може бути отримана броня середньої або підвищеної твердості. Крім плит, одержуваних гарячою прокаткою, з цих сплавів отримують пресовані та штамповані бронедеталі. Зміцнення деталей здійснюється за допомогою термічної обробки, що складається з гарту та подальшого штучного старіння. При загартуванню з витримкою при температурах 450—470 ° С здійснюється переведення цинку та магнію в твердий розчин. Подальше штучне старіння в діапазоні температур 90-180 ° С призводить до розпаду твердого розчину з виділенням зміцнюваної фази MgZn2.
У СРСР перший досвід застосуванням алюмінію в танкобудуванні пов'язаний з розробкою та випробуванням алюмінієвого корпусу плаваючого танка ПТ-76 з конструкційного алюмінієвого сплаву Д20. Цей корпус був виготовлений 1961 року у «філії ВНДІ-100» (останнім часом «НДІ Сталі»), після чого він пройшов повний цикл випробувань, показавши перспективність застосування алюмінієвої броні в танкобудуванні.
Пізніше, в період 1962—1965 років «філія ВНДІ-100» розробила алюмінієву броню на основі високоміцного сплаву потрійної системи Al-Zn-Mg. Роботи велися під керівництвом Б. Д. Чухіна. Сплав був стандартизований під найменуванням АБТ-101 (алюмінієва броня танкова) або, єдиної універсальної класифікації, 1901. Броня АБТ-101 стала основою при проектування серії легкоброньованих бойових машин десанту (БМД-1, БМД-2 і БМД-3). Сплав АБТ-101 відноситься до термозміцнюваних  деформувуваних і складнолегованих сплавів системи Al-Zn-Mg. Подальшим розвитком броні АБТ-101 стала протиснарядна броня АБТ-102 або 1903. Керували розробкою броні Б. Д. Чухіна і А. А. Арцруни.
У період 1960-1970 років алюмінієва броня на основі термозміцнюваних сплавів Al-Zn-Mg була розроблена та освоєна промисловістю більшості розвинених держав, включаючи США (сплав 7039), Велику Британію (E74 і Alcan-X169), Францію (Cegedur Pechiney сплав AZ5G) і Німеччину (сплави AlZnMg1, AlZnMg3 і VAW «Конструкталь» 21/62). 
У США броня зі сплаву Al-4,5 % Zn-2,5 Mg, під позначенням 7039 випускається в товщинах від 13 до 100 мм по військовим технічним умовам MIL-A-46063, її відносять до алюмінієвої броні другого покоління. З броні 7039 виконані похилі борти бойових машин М2 і М3 «Бредлі».
У Великій Британії для броні сімейства легких машин «Скорпіон», «Фокс», «Сімітер» та ін. компанія Alcan розробила алюмінієвий сплав E74S і протикульну броню з нього, спочатку випускався під позначенням Х3034 і, в свою чергу, заснований на сплаві Hiduminium-48 з номінальним складом Al-4,5Zn-2,5Mg-0,2Mn-0,15Cr. При розробці броні, на вимогу британського НДЦ бронетанкової техніки FVRDE, рівень протикульної стійкості і, відповідно, твердість повинні були перевершувати властивості американської броні 7039-Т64. Міцність броні E74S за технічними умовами FVRDE-1318 становить σВ=480 МПа. Зазначалося, що до недоліків сплаву відноситься його низька прокалюваність, тобто можливість термічної обробки деталей на твердий розчин з наступним штучним старінням, що обмежувало граничну товщину броні значенням 60 мм.
Останнім часом компанія Alcan виробляє алюмінієву броню зі сплаву 7017 по військовим технічним умовам TL 2350-0004, що також перевершує по міцності та опору корозійного розтріскування сплав 7039-Т64, і поставляється в товщинах, що перевищують 60 мм. Крім того компанія виробляє термозміцнювані сплави середньої твердості: 7020 з міцністю σВ 400 МПа, броня з якого постачається переважно у Францію та Німеччину, і 7018 з міцністю σВ 360 МПа, призначений для деталей та елементів конструкції, що піддаються  ударно-хвильовій дії.
Показники міцності та твердості алюмінієвої броні в загартованому та зістареному стані залежать від сумарного вмісту цинку та магнію. За аналогічних режимах термообробки більшого вмісту цинку та магнію відповідає вища міцність. На практиці, однак, сумарний вміст цих елементів не перевищує 7-8 %. Вищому вмісту відповідає зростання анізотропії механічних характеристик та пов'язаної з нею схильністю до утворення тильних відколів, підвищена схильність до корозії під навантаженням, а також до охрупчівання зони термічного впливу при зварюванні. При заданому вмісті цинку та магнію максимальна міцність досягається в діапазоні відношення Zn/Mg від 2,0 до 4,0, що пов'язана з кількістю зміцнюваної матриці сплаву фази MgZn2.
Показники пластичності та ударної в'язкості сплавів, термооброблених за двоступінчастим режимом старіння, більшою мірою залежать від відношення Zn/Mg. При постійному сумарному вмісті цинку та магнію, при підвищених значеннях відношення Zn/Mg можуть бути досягнуті найкращі показники пластичності та ударної в'язкості.
Для різних марок танкової броні діапазон відношення Zn/Mg становить від 1,4 до 3,8. Термозміцнювані сплави із сумарним вмістом (Zn+Mg) 6-7 % і вище, чутливі до корозії під напруженням, тому при проектуванні зварних бронеконструкцій з товстих плит обов'язково враховуються гранично допустимі значення розтягуючих напружень, які діють у найнебезпечнішому напрямку по товщині плити. Підвищення опору корозії під напруженням поряд з оптимальними показниками міцності та пластичних властивостей досягаються на сплавах Al-Zn-Mg внаслідок двоступеневого штучного старіння з вищою температурою остаточного старіння.

### Алюмінієва броня третього покоління

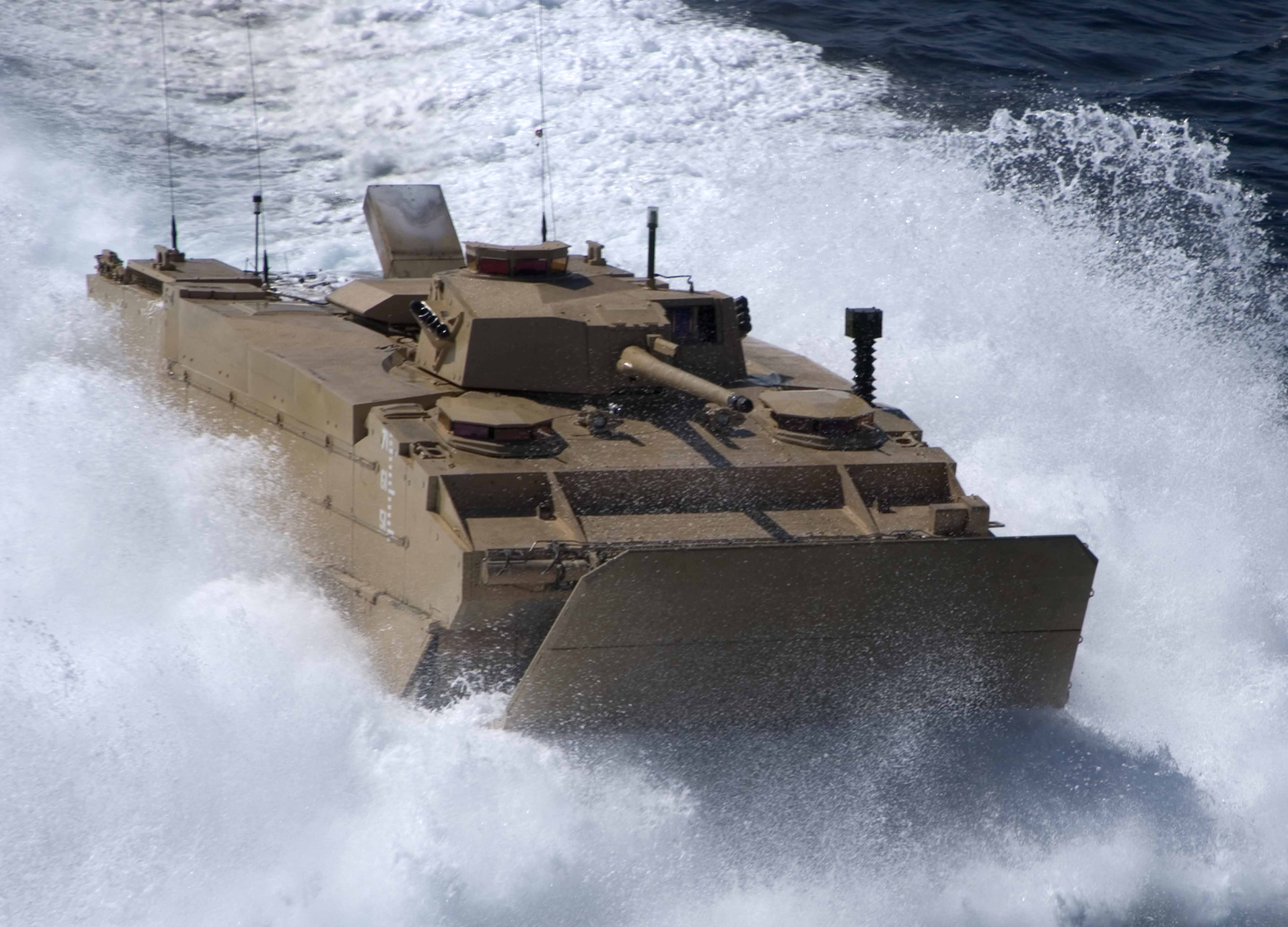
Амфібійна бойова машина КМП США EFV при русі в режимі глісування. У конструкції бронекорпуса використовується броня зі сплаву 2519, плюс модульний захист на основі кераміки.

Наприкінці 1970-х років в США активізуються роботи по створенню термозміцнюваних зварюваних алюмінієвих сплавів іншої системи легування, мідь-марганець, які при найкращих, щодо сплаву 7039, показниках механічних властивостей та бронестійкості, мали б підвищений опір корозійного розтріскування під напруженням, в цілому, на рівні сплаву 5083. Зусиллями компанії Alcoa були отримані два нових сплави: 2219-Т851 та 2519-Т87, і розроблена технологія отримання броні з них.
У результаті промислового освоєння нових сплавів (Alcoa спільно з компанією FMC) до 1986 року був отриманий, пройшов полігонні випробування та прийнятий високоміцний сплав 2519-T87 (тут Т87 — режим термічної обробки) номінального складу Al — 5,8Cu — 0,30Mn — 0,40Mg, і броня на його основі, що є альтернативою броні 7039-Т64 в бронекорпусному виробництві легких бронемашин.
Сплав 2519-Т87 у вигляді плит, пресованих профілів та поковок використаний в США як базовий конструкційний та броньовий матеріал при створенні амфібійної ББМ корпусу морської піхоти EFV з бойовою масою 34,5 т. З цієї ж броні виконаний бронекорпус нової корейської БМП К21, бойова маса якої становить 26 т. Лобова проєкція К21 забезпечує захист від 30-мм БПС з відділенням марки «Кернер» гармати 2А72, а бортова — від 14,5-мм бронебійних куль Б-32 кулемета КПВТ.
Броня зі сплаву 2519 в товщинах від 13 до 100 мм останнім часом випускається по військовим ТУ MIL-DTL-46192C, в США її відносять до алюмінієвої броні третього покоління. 
При розробці машини EFV завдяки цілому комплексу новаторських конструкторських, матеріалознавчих та технологічних рішень вдалося забезпечити високий рівень її захисту: 14,5 мм Б-32, кругом з дистанції 300 м; 30 мм БОПТС в передньому секторі обстрілу з дистанції 1000 м (за експертними оцінками дистанція непробиття істотно завищена); ПГ-7/РПГ-7 кругом.
Досвід операцій в Іраку та Афганістані, з урахуванням специфіки цих ТВД, виявив необхідність створення легкої броні з підвищеними броньовими властивостями і, одночасно, з підвищеним опором фугасній дії. 
Можливість подальшого підвищення броньових властивостей високоміцних алюмінієвих сплавів була знайдена в групі сплавів Al-Cu-Mg-Mn, додатково легованих невеликими добавками (0,2 — 0,5) срібла. Відрізняється підвищеною в'язкістю руйнування сплав 2139-Т8 був розроблений в США за контрактами з NASA, плити з нього товщиною від 25 до 150 мм випускаються компанією Alcan Rolled Products. Випробування бронеплит сплаву 2139-Т8, проведені в США і Європі, показали найкраще, порівняно з серійною алюмінієвою бронею, поєднання характеристик прокульної та протиосколкової стійкості, пов'язане з більш енергоємним механізмом деформації та руйнування матеріалу броні при пробитті, визначеним, у свою чергу, оптимальним балансом міцності та в'язкості руйнування сплаву.
Керівництво проекту Stryker (армія США) і компанія General Dynamics Land Systems сертифікували броню зі сплаву 2139 для застосування її в комплектах протимінного захисту MPK, призначених для сімейства машин на базі колісної ББМ Stryker. На початок 2012 року у військах розгорнуто понад 2 тис. таких комплектів, загальна маса яких перевищує 2 тис. тонн. 
Крім того, броню 2139 планується використовувати в рамках програм модернізації БМП М2 «Бредлі» при ремонті та заміні деталей бронекорпуса, виконаних з броні 7039.